# Günter Traxler
Günter Traxler (* 1939 in Wien) ist ein österreichischer Journalist.

## Leben
Traxler begann seine journalistische Laufbahn bei der Arbeiter-Zeitung und stieg dort zu deren stellvertretendem Chefredakteur und Herausgeber auf. Nach dem Untergang des Zentralorgans der SPÖ wechselte Traxler zur Tageszeitung Der Standard, wo er als Gestalter der medienkritischen Kolumne Blattsalat und als Chef vom Dienst tätig ist. Traxlers satirische Glossen wenden sich hauptsächlich gegen marktbeherrschende Medienkonzerne wie die Mediaprint.
Traxler war lange mit der SPÖ-Abgeordneten Gabrielle Traxler verheiratet.

## Auszeichnungen
- 1976: Dr.-Karl-Renner-Publizistikpreis
- 2001: Friedrich Torberg-Medaille
- 2016: Walther-Rode-Preis[1]

## Werke
- Blattsalat. 99 balsamistische Kolumnen. Czernin Verlag, Wien 2001, ISBN 3-7076-0130-7.
- Blattsalat. Neue Texte. Verlag Der Apfel, Wien 2008, ISBN 978-3-85450-189-3.